# صح النوم (فلم)
صح النوم فيلم كوميدي سوري للثنائي دريد ونهاد عام 1975.

## قصة الفيلم
صديقان يعملان موظفان في فندق بسيط غوار الطوشة (دريد لحام) و ياسين بقوش (ياسين بقوش بن عبد القادر)، صاحبته فطوم حيص بيص (نجاح حفيظ) تقيم في نفس الفندق. وفي نفس المكان يعيش حسني البورظان (نهاد قلعي) فنان موسيقي يقيم منذ فترة طويلة بنفس الفندق. تقع فطوم حيص بيص بحب حسني البورظان، رغم محاولات غوار الطوشة بالفوز بقلبها مما يدفع غوار الطوشة لافتعال مشاكل لحسني البورظان عبر سلسلة من المقالب المضحكة اللتي تنتهي به بالحبس في السجن.

## طاقم العمل
تمثيل
- دريد لحام: غوار الطوشة.
- نهاد قلعي: حسني البورظان.
- نجاح حفيظ: فطوم حيص بيص.
- ناجي جبر: أبو عنتر.
- ياسين بقوش: ياسين بقوش.
- عبد اللطيف فتحي: أبو كلبشة.
- محمد الشماط: أبو رياح خال فطوم.
- محمد العقاد: أبو كاسم.
- عمر حجو
- حسام تحسين بيك
- عبد السلام الطيب
- شاكر بريخان
- سامية الجزائري
- رياض نحاس

تأليف
- نهاد قلعي، دريد لحام: سيناريو وحوار.

إخراج
- خلدون المالح: مخرج.
- محمد شحاتة: مساعد مخرج.
- ناصر قدورة: كلاكيت.

إنتاج
- أنور الشيخ ياسين
- محمد العقاد[2]